# Steve Franks
Steve Franks, född 21 september 1965 i Orange County, är en amerikansk manusförfattare och musiker. Han skrev manus och var med och regisserade filmen Big Daddy tillsammans med Adam Sandler och Tim Herlihy 1999. 
Franks tog en bachelorexamen i engelska 1991 vid University of California i Irvine.
Frank ligger bakom tv-serien Psych till vilken han även skrivit titellåten I Know, You Knoy som där framförs av hans band The Friendly Indians. 